# Charles Fabry

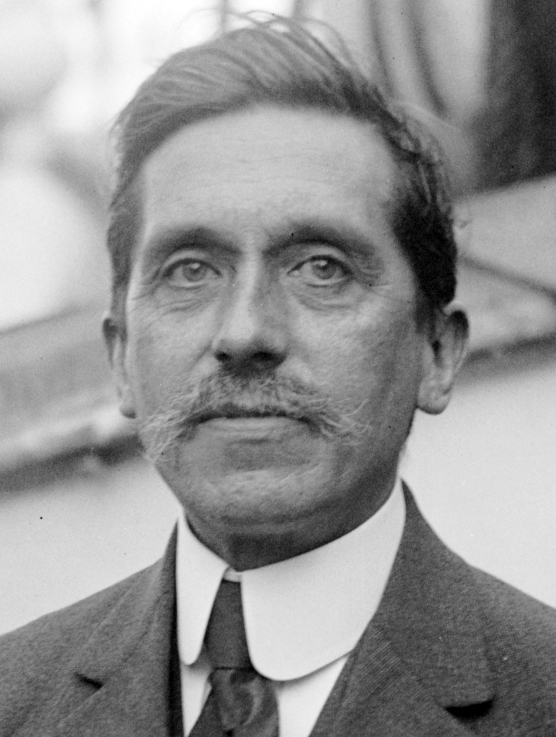
Charles Fabry.

Maurice Paul Auguste Charles Fabry (* 11. Juni 1867 in Marseille; † 11. Dezember 1945 in Paris) war ein französischer Physiker.

## Leben
Seine wohl bedeutendste Erfindung, die er 1897 gemeinsam mit seinem langjährigen Forschungspartner Alfred Pérot machte, ist das Fabry-Pérot-Interferometer. Charles Fabry und Henri Buisson gelten als Entdecker der Ozonschicht, da sie 1913 durch UV-spektroskopische Messungen erstmals Ozon in höheren Atmosphärenschichten nachweisen konnten.
Ferner hat er vorgeschlagen, für hochempfindliche Photometer eine Linse in den Strahlengang zu bringen, die einen Gegenstandspunkt flächenhaft auf einen Detektor abbildet. Eine solche Linse wird daher auch Fabry-Linse genannt.
Im Ersten Weltkrieg reiste er 1917 zusammen mit Henri Abraham und Ernest Rutherford in die USA, um die Frage der U-Boot-Abwehr zu diskutieren.
1918 wurde er von der Royal Society mit der Rumford Medal ausgezeichnet. 1929 erhielt er den Jules-Janssen-Preis. Ab 1927 war er Mitglied der Académie des sciences. 1970 wurde ein Mondkrater nach ihm benannt.